# Argopistes
Argopistes là một chi bọ cánh cứng trong họ Chrysomelidae.
Chi này được Motschulsky miêu tả khoa học năm 1860.

## Các loài
Các loài trong chi này gồm:
- Argopistes bicolor Medvedev, 1993
- Argopistes gourvesi Samuelson, 1979
- Argopistes udege Konstantinov in Lopatin & Konstantinov, 1994
- Argopistes variabilis Medvedev, 1996